# Décès en mars 1993
Décès
- 1989
- 1990
- 1991
- 1992
- 1993
- 1994
- 1995
- 1996
- 1997

Pour une information complémentaire, voir la page d'aide.

| Date    | Nom                         | Activités                                                   | Âge     | Source |
| ------- | --------------------------- | ----------------------------------------------------------- | ------- | ------ |
| 3 mars  | Pierre Bosco                | peintre français d'origine italienne                        | 84      |        |
| 3 mars  | Robert Carricart            | acteur américain                                            | 76      |        |
| 4 mars  | Anšlavs Eglītis             | écrivain letton                                             | 86      |        |
| 4 mars  | Théo Kerg                   | peintre, sculpteur, graveur et verrier d'art luxembourgeois | 83      |        |
| 5 mars  | Cyril Collard               | réalisateur, acteur, compositeur et scénariste français     | 35      |        |
| 9 mars  | Bob Crosby                  | chef d'orchestre, chanteur de jazz et acteur américain      | 79      |        |
| 10 mars | Guido Wieland               | acteur autrichien                                           | 86      |        |
| 12 mars | Iuliu Bodola                | footballeur roumano-hongrois                                | 81      |        |
| 13 mars | José Gómez Abad             | peintre espagnole                                           | 89      |        |
| 13 mars | Albert Maori Kiki           | syndicaliste et homme d'État papou-néo-guinéen              | 61      |        |
| 13 mars | Petar Mazev                 | peintre macédonien                                          | 66      |        |
| 13 mars | Jean Tamini                 | footballeur international Suisse                            | 73      |        |
| 15 mars | Karl Mai                    | footballeur international ouest-allemand                    | 64      |        |
| 16 mars | Dezső Ákos Hamza            | réalisateur et peintre hongrois                             | 89      |        |
| 17 mars | Helen Hayes                 | actrice américaine                                          | 92      |        |
| 18 mars | Hafid Senhadri              | haut cadre de l'État algérien                               | 37      |        |
| 20 mars | Gerard Sekoto               | peintre et musicien sud-africain                            | 79      |        |
| 20 mars | Tim Parry et Johnathan Ball | enfants victime de l'attentats de Warrington                | 12 et 3 |        |
| 21 mars | Rune Emanuelsson            | Footballeur international suédois                           | 69      |        |
| 21 mars | Albert Ramon                | coureur cycliste belge                                      | 72      |        |
| 21 mars | Harold Walden               | Footballeur international anglais                           | 69      |        |
| 27 mars | André Bréchet               | peintre, sculpteur et artisan verrier suisse                | 71      |        |
| 27 mars | Ernst Streng                | coureur cycliste allemand                                   | 51      |        |
| 29 mars | Juan Luis Martínez          | chef d'orchestre et musicologue chilien                     | 50      | (en)   |
| 30 mars | Andrée Joly                 | patineuse artistique française                              | 91      |        |
| 31 mars | Brandon Lee                 | acteur américain                                            | 28      |        |